# Список самых высоких зданий Хабаровска
В список самых высоких зданий Хабаровска включены здания высотой более 80 м. Под зданиями здесь понимаются наземные строительные сооружения с помещениями для проживания и (или) деятельности людей, размещения производств, хранения продукции или содержания животных. Мачты, дымовые трубы и прочие технические постройки, не предназначенные для проживания и (или) деятельности людей, или предназначенные частично (эксплуатируемые этажи занимают менее 50 % строительного объёма сооружения), зданиями не являются.
Для жилых зданий, высота которых неизвестна, но известна этажность, общая высота вычисляется по формуле, рекомендуемой специалистами Совета по высотным зданиям и городской среде: для жилых зданий и отелей высота этажа принимается равной 3,1 м, для офисных — 3,9 м, для многофункциональных — 3,5 м. Соответственно, критерий включения в список для зданий с неизвестной высотой является следующим: 20 надземных этажей, для жилых зданий, 18 этаж для многофункциональных, 16 этажей для офисных. Надземные технические этажи также учитываются. Если здание имеет не менее двух этажей с повышенной высотой потолков и изначально предназначенных под офисы, магазины, пентхаусы или художественные мастерские, то критерий включения в список снижается минимум на 1 этаж.

## Построенные и достраивающиеся здания
В таблицу включаются построенные и достраивающиеся здания, достигшие своей максимальной высоты по проекту. Жёлтым цветом в таблице выделены ещё не сданные здания. Знак равенства (=) после номера здания в рейтинге свидетельствует о том, что аналогичную высоту имеет ещё как минимум одно здание. Для удобства пользования таблицей в ней используются некоторые сокращения: Ж/К — жилой комплекс; Б/Ц — бизнес-центр; Т/Ц — торговый центр; м-н — микрорайон. Всего, по состоянию на 2023 год, в Хабаровске построены 67 зданий выше 20 этажей.
| Место | Название строения                                                                | Фото      | Высота, м | Число этажей | Год постройки        | Адрес                      | Примечания                                                                     |
| ----- | -------------------------------------------------------------------------------- | --------- | --------- | ------------ | -------------------- | -------------------------- | ------------------------------------------------------------------------------ |
| 1     | БЦ «Новый Квартал» (2-я очередь)                                                 |           | 103       | 27           | 2025                 | ул. Карла Маркса 96а       | Строительство возобновлено по другому плану. Новая проектная высота неизвестна |
| 2     | Спасо-Преображенский кафедральный собор                                          |           | 95        |              | 2004                 | ул. Тургенева, 24.         | [ 3 ]                                                                          |
| 3     | ЖК «Казачья гора» 1-я очередь                                                    |           | н/д (≈89) | 27           | 2007                 | ул. Казачья Гора, 13       | [ 4 ]                                                                          |
|       | ЖК «Созвездие» (к. 2)                                                            |           | н/д (≈89) | 27           | 2015                 | ул. Ленинградская, 53, к.2 |                                                                                |
| 4     | ЖК «Золотая корона» 1-я очередь                                                  |           | н/д (≈85) | 25           | 2008                 | ул. Волочаевская, 87       | [ 4 ]                                                                          |
| 5     | ЖК «Корона» 2-я очередь                                                          | н/д (≈85) | 25        | 2009         | ул. Волочаевская, 85 |                            |                                                                                |
| 6     | ЖК «на Карла Маркса» 2-я очередь                                                 |           | н/д (≈85) | 26           | 2011                 | ул. Карла Маркса           |                                                                                |
|       | ЖК «Golden Keys»                                                                 |           | н/д (≈85) | 26           | 2016                 | ул.Пионерская, 1           |                                                                                |
| 7     | Ж/К «Амурские зори»                                                              |           | н/д (≈85) | 25           | 2011                 | ул. Дзержинского, 62       |                                                                                |
| 8     | ЖК «Созвездие» к.1                                                               |           | н/д (≈85) | 25           | 2014                 | Ленинградская ул., 53      |                                                                                |
|       | м-н «Строитель» 1-я, 2-я, 3-я очередь                                            |           | н/д (≈85) | 25           | 2011—2012            | м-н «Строитель»            |                                                                                |
| 9-10  | ЖК «Дендрарий» 1-я очередь ЖК «Дендрарий» 2-я очередь ЖК «Дендрарий» 3-я очередь |           | н/д (≈83) | 25           | 2010—2012            | ул. Шеронова, 6            |                                                                                |
| 11    | ЖК «Амурские зори»                                                               |           | н/д (≈82) | 25           | 2010                 | ул. Гайдара, 13            |                                                                                |

## Здания, находящиеся в процессе строительства
В таблицу включаются строящиеся здания, ещё не достигшие максимальной высоты. Для удобства пользования таблицей в ней используются некоторые сокращения: ЖК — жилой комплекс; БЦ — бизнес-центр; ТЦ — торговый центр; м-н — микрорайон.
| Название строения    | Высота, м | Число этажей | Год постройки | Примечания |
| -------------------- | --------- | ------------ | ------------- | ---------- |
| ЖК «Восточный ветер» |           | 25           | 2025          |            |
| ЖК «Аккорд»          |           | 25           | 2027          |            |

## Здания, предложенные к строительству
В таблицу включаются предложенные к строительству здания, возведение которых ещё не начато.
| Место | Название строения                      | Высота (в метрах) | Количество этажей | Адрес                                    | Статус | Примечания        |
| ----- | -------------------------------------- | ----------------- | ----------------- | ---------------------------------------- | --- | ----------------- |
| 1     | БЦ «Новый квартал» (3-я и 4-я очереди) | 220               | н/д               | н/д                                      | не определён |                   |
| 2     | Khabarovsk Tower                       | 202—210           | 50                | на пересечении ул. Ленина и ул. Калинина | Строительство отменено в 2019 г. | [ 5 ] [ 6 ] [ 7 ] |
| 3     | Гостиница «Виктория»                   | 100               | 28                | ул. Гоголя                               | Строительство отложено на неопределённые сроки. Планируемое место постройки — на пустыре за Дальневосточной академией государственной службы |                   |